# Mohamed Mbougar Sarr

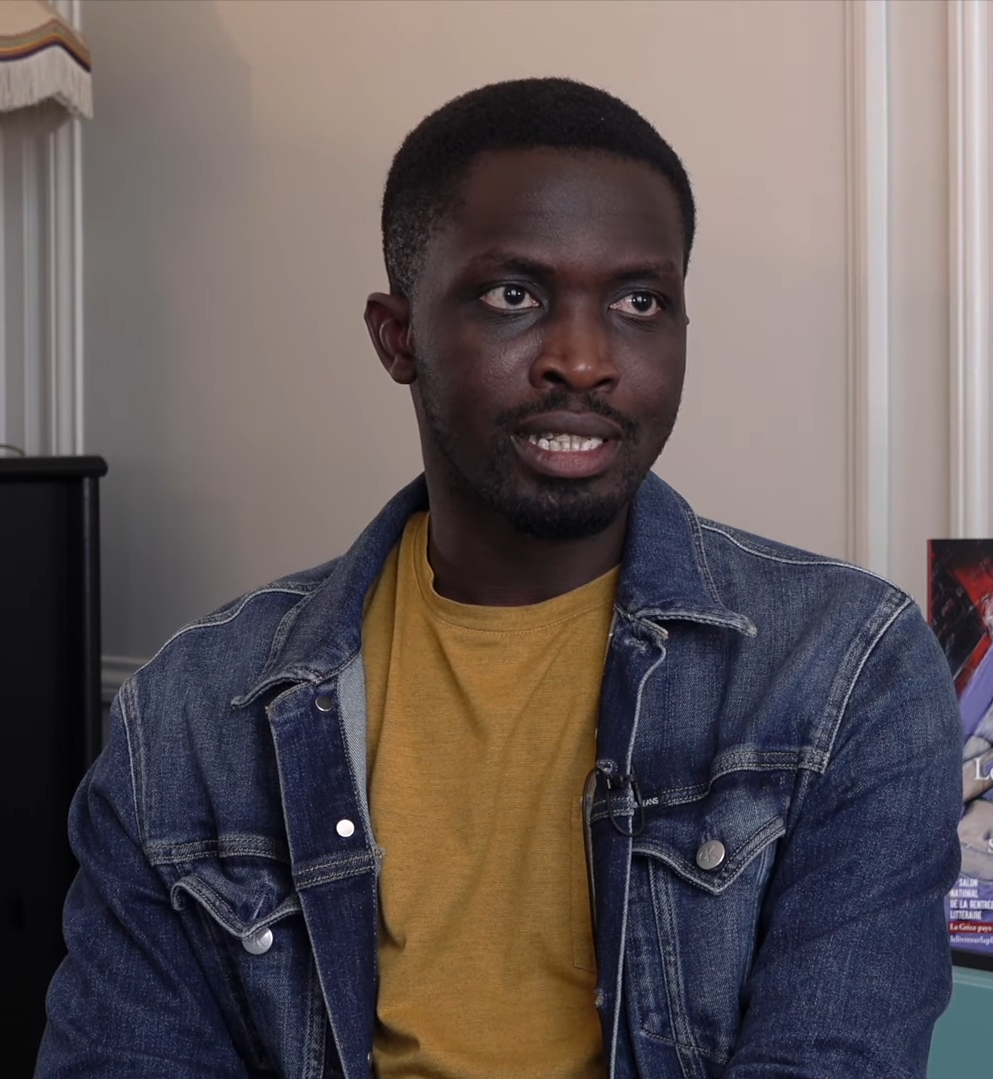
Mohamed Mbougar Sarr (2021)

Mohamed Mbougar Sarr (* 20. Juni 1990 in Dakar) ist ein senegalesischer Schriftsteller. Sein Roman La plus secrète mémoire des hommes wurde 2021 mit dem Prix Goncourt ausgezeichnet.

## Leben
Mohamed Mbougar Sarrs Vater ist Arzt. Er verbrachte seine Kindheit in einer großen Familie in Diourbel – Sarr ist der älteste von sieben Brüdern.
Er studierte an der  Militärprytaneion von Saint-Louis und später in Frankreich am Lycée Pierre-d'Ailly von Compiègne und der École des Hautes Études en Sciences Sociales (EHESS). Sarr lebt in Paris.

## Wirken
Bereits Sarrs erstes veröffentlichtes Werk La cale (dt. etwa „Der Keil“) wurde 2014 mit dem Prix Stéphane-Hessel ausgezeichnet. Seine folgenden preisgekrönten Romane werden der politischen Literatur zugeordnet. So handelt Terre ceinte (2015, „Erde umkreist“) vom Dschihadismus in der Sahelzone. Silence du chœur (2017, „Schweigen des Chores“) behandelt die Migration nach Sizilien, während Homosexualität im Senegal das Thema von De purs hommes (2018, „Reine Männer“) ist.
Im Jahr 2021 veröffentlichte Sarr seinen vierten Roman La plus secrète mémoire des hommes (dt. Die geheimste Erinnerung der Menschen). Das Werk, gewidmet Yambo Ouologuem, stellt den jungen senegalesischen Schriftsteller Diégane Latyr Faye in den Mittelpunkt, der in Paris Recherchen zu einem mysteriösen Autor namens TC Elimane betreibt. Dieser als „schwarzer Rimbaud“ betitelte Schriftsteller hatte 1938 mit der Veröffentlichung des Buches Le labyrinthe de l’inhumain („Das Labyrinth des Unmenschen“) einen Skandal ausgelöst und war seitdem aus dem kollektiven Gedächtnis verschwunden. Parallel reflektiert die Hauptfigur Faye das Wesen der Literatur, u. a. aus dem Exil heraus. La plus secrète mémoire des hommes besteht aus verschiedenen Textsorten, so aus Erzählung, Arbeitstagebuch, Zeitungsausschnitten, Interviews und Zitaten. In Frankreich wurde das Buch fernab der bekannten Verlagshäuser in Kooperation mit dem Pariser Philippe Rey und dem senegalesischen Verlagshaus Jimsaan veröffentlicht. Die Erstauflage belief sich auf 5000 Exemplare.
La plus secrète mémoire des hommes gewann im Jahr seiner Veröffentlichung den Prix Goncourt mit sechs Jurystimmen und machte Sarr zum ersten senegalesischen Autor, der Frankreichs wichtigsten Literaturpreis gewann. Der Roman war bereits zuvor in die Auswahl aller wichtigen französischen Literaturpreise gelangt, hatte aber nur den Prix Transfuge erhalten. Die Rechte an Sarrs Buch wurden in mehr als 22 Sprachen verkauft. In Deutschland sicherte sich der Verlag Hanser die Verwertungsrechte mit einem sechsstelligen Betrag.
2023 erhielten Sarr und seine Übersetzer Holger Fock und Sabine Müller den Internationalen Literaturpreis für den Roman Die geheimste Erinnerung der Menschen, der vom Haus der Kulturen der Welt und der Stiftung Elementarteilchen verliehen wurde.

## Werke
- 2014: La cale
- 2015: Terre ceinte
- 2017: Silence du chœur (Éditions Présence Africaine)
- 2018: De purs hommes (Éditions Philippe Rey)
- 2021: La plus secrète mémoire des hommes (Éditions Philippe Rey)
  - Die geheimste Erinnerung der Menschen. Übersetzung Holger Fock, Sabine Müller. Hanser, München 2022, ISBN 978-3-446-27411-2.

## Auszeichnungen
- 2014: Prix Stéphane-Hessel für La cale
- 2015: Prix Ahmadou-Kourouma für Terre ceinte
- 2015: Grand prix du roman métis für Terre ceinte
- 2017: French Voices Award für Brotherhood (englische Übersetzung von Terre ceinte)[2]
- 2018: Prix littéraire de la Porte dorée für Silence du chœur
- 2021: Prix Transfuge für La plus secrète mémoire des hommes
- 2021: Prix Goncourt für La plus secrète mémoire des hommes
- 2023: Internationaler Literaturpreis, Preis für übersetzte Gegenwartsliteraturen, für Roman Die geheimste Erinnerung der Menschen (La plus secrète mémoire des hommes)